# Serre-les-Sapins
Serre-les-Sapins est une commune française située dans le département du Doubs, la région culturelle et historique de Franche-Comté et la région administrative Bourgogne-Franche-Comté. Membre de la communauté urbaine Grand Besançon Métropole et distante de 7 km du centre-ville de Besançon, elle comptait 1 921 habitants nommés Serri-Sapinois et Serri-Sapinoises en 2022.

## Géographie
Le village est établi sur le sommet d'une colline qui s'étire du nord au sud.
L'altitude s'échelonne entre 238 m et 309 m. La forêt communale de la Menère occupe, avec 166 ha, près de 32 % de la superficie totale.

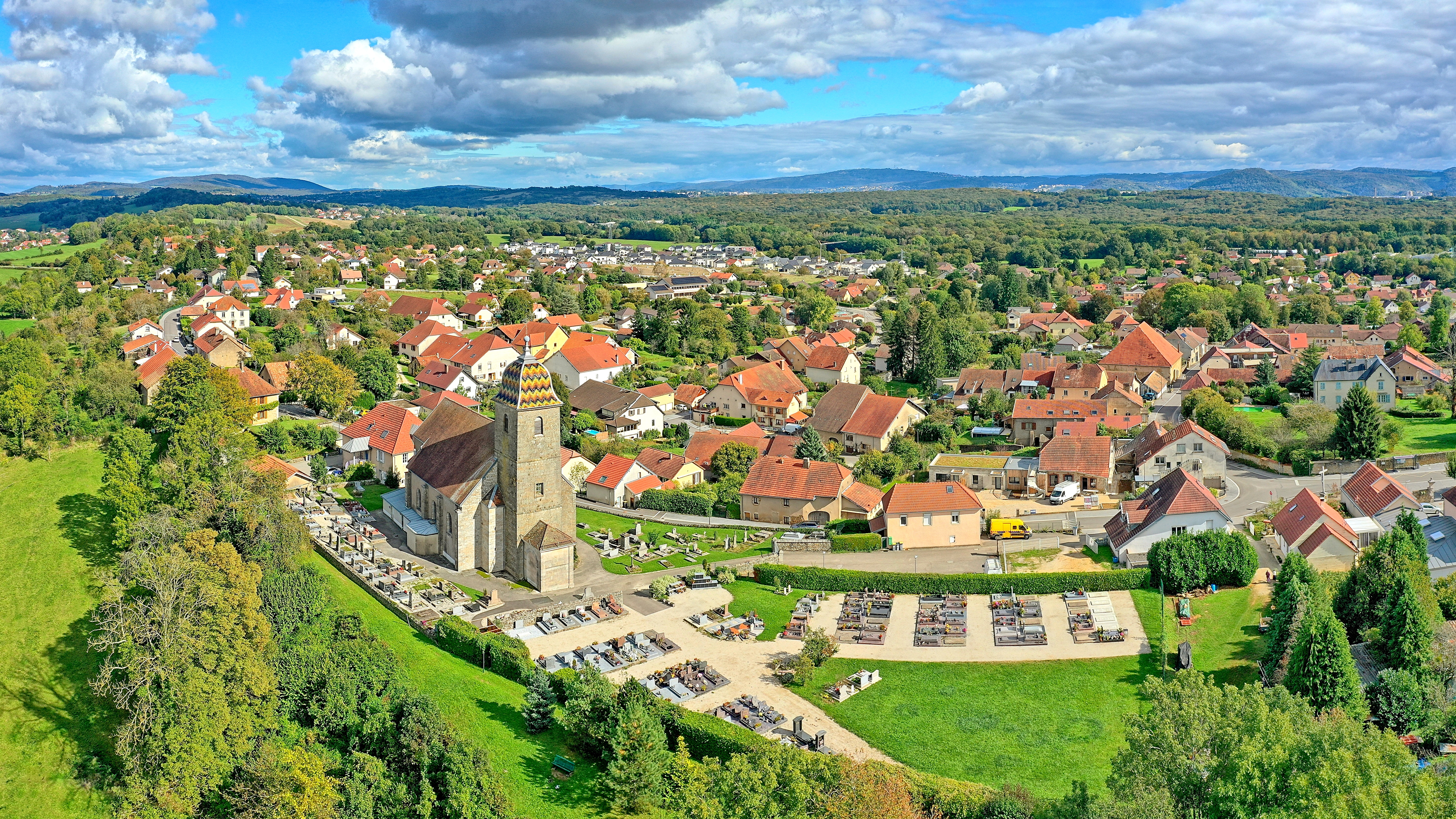
Vue générale du village.

### Transport

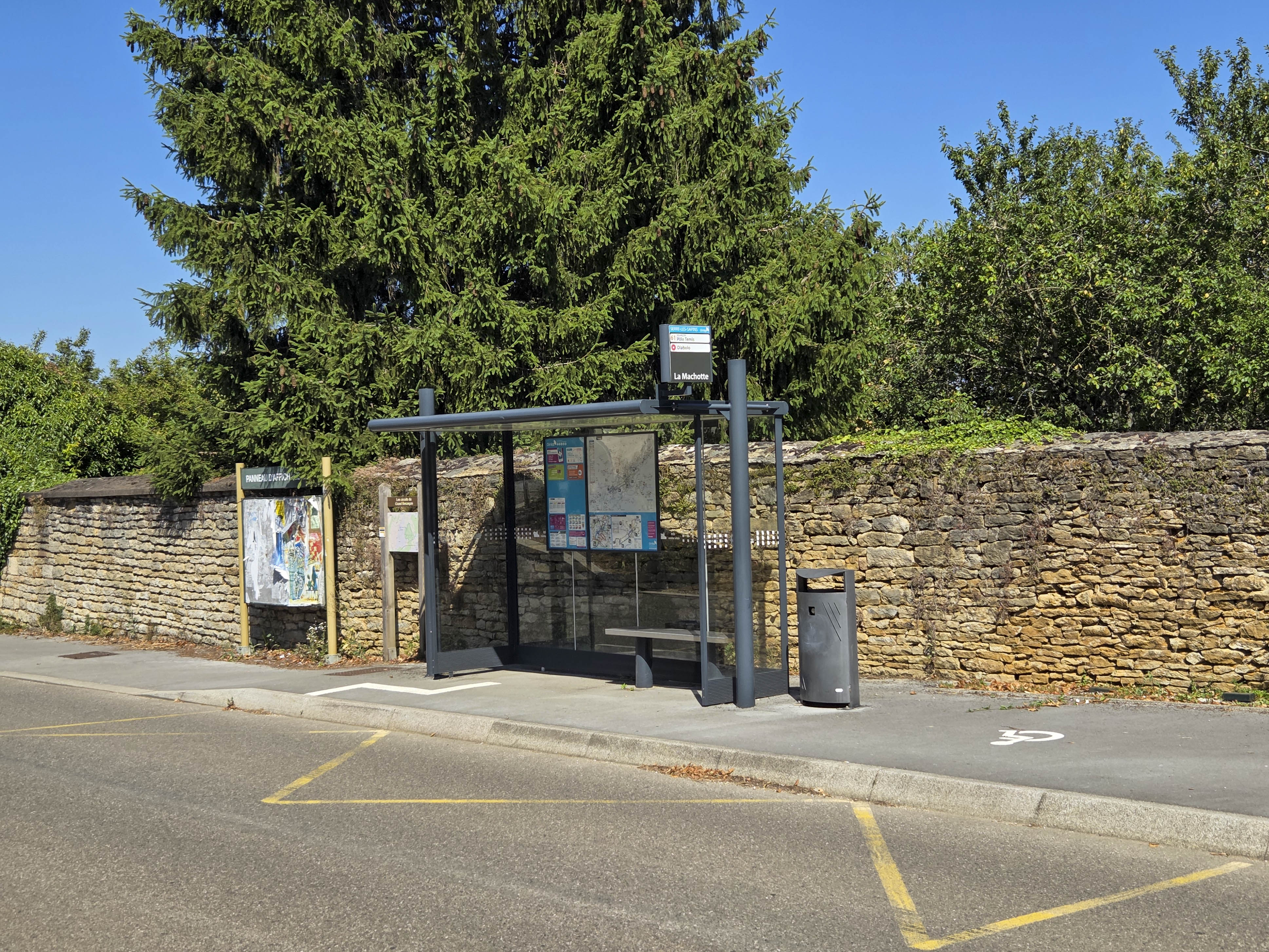
L'arrêt de bus La Machotte

La commune est desservie par la ligne  61  du réseau de transport en commun Ginko.

### Climat
Pour des articles plus généraux, voir Climat de la Bourgogne-Franche-Comté et Climat du Doubs.
En 2010, le climat de la commune est de type climat des marges montargnardes, selon une étude du Centre national de la recherche scientifique s'appuyant sur une série de données couvrant la période 1971-2000. En 2020, Météo-France publie une typologie des climats de la France métropolitaine dans laquelle la commune est exposée à un climat semi-continental et est dans la région climatique  Jura, caractérisée par une forte pluviométrie en toutes saisons (1 000 à 1 500 mm/an), des hivers rigoureux et un ensoleillement médiocre.
Pour la période 1971-2000, la température annuelle moyenne est de 10,4 °C, avec une amplitude thermique annuelle de 17,2 °C. Le cumul annuel moyen de précipitations est de 1 127 mm, avec 12,4 jours de précipitations en janvier et 9,6 jours en juillet. Pour la période 1991-2020, la température moyenne annuelle observée sur la station météorologique de Météo-France la plus proche, « Dannemarie-sur-Crète », sur la commune de Dannemarie-sur-Crète à 6 km à vol d'oiseau, est de 11,3 °C et le cumul annuel moyen de précipitations est de 1 066,6 mm. 
La température maximale relevée sur cette station est de 39,9 °C, atteinte le 25 juillet 2019 ; la température minimale est de −22 °C, atteinte le 9 janvier 1985,,.
Les paramètres climatiques de la commune ont été estimés pour le milieu du siècle (2041-2070) selon différents scénarios d'émission de gaz à effet de serre à partir des nouvelles projections climatiques de référence DRIAS-2020. Ils sont consultables sur un site dédié publié par Météo-France en novembre 2022.

## Urbanisme

### Typologie
Au 1er janvier 2024, Serre-les-Sapins est catégorisée ceinture urbaine, selon la nouvelle grille communale de densité à 7 niveaux définie par l'Insee en 2022.
Elle appartient à l'unité urbaine de Pouilley-les-Vignes, une agglomération intra-départementale dont elle est ville-centre,. Par ailleurs la commune fait partie de l'aire d'attraction de Besançon, dont elle est une commune de la couronne,. Cette aire, qui regroupe 310 communes, est catégorisée dans les aires de 200 000 à moins de 700 000 habitants,.

### Occupation des sols
L'occupation des sols de la commune, telle qu'elle ressort de la base de données européenne d’occupation biophysique des sols Corine Land Cover (CLC), est marquée par l'importance des forêts et milieux semi-naturels (37,8 % en 2018), en augmentation par rapport à 1990 (35,7 %). La répartition détaillée en 2018 est la suivante : 
forêts (37,8 %), zones agricoles hétérogènes (33,5 %), zones urbanisées (21,6 %), zones industrielles ou commerciales et réseaux de communication (5,5 %), prairies (1,6 %). L'évolution de l’occupation des sols de la commune et de ses infrastructures peut être observée sur les différentes représentations cartographiques du territoire : la carte de Cassini (XVIIIe siècle), la carte d'état-major (1820-1866) et les cartes ou photos aériennes de l'IGN pour la période actuelle (1950 à aujourd'hui).

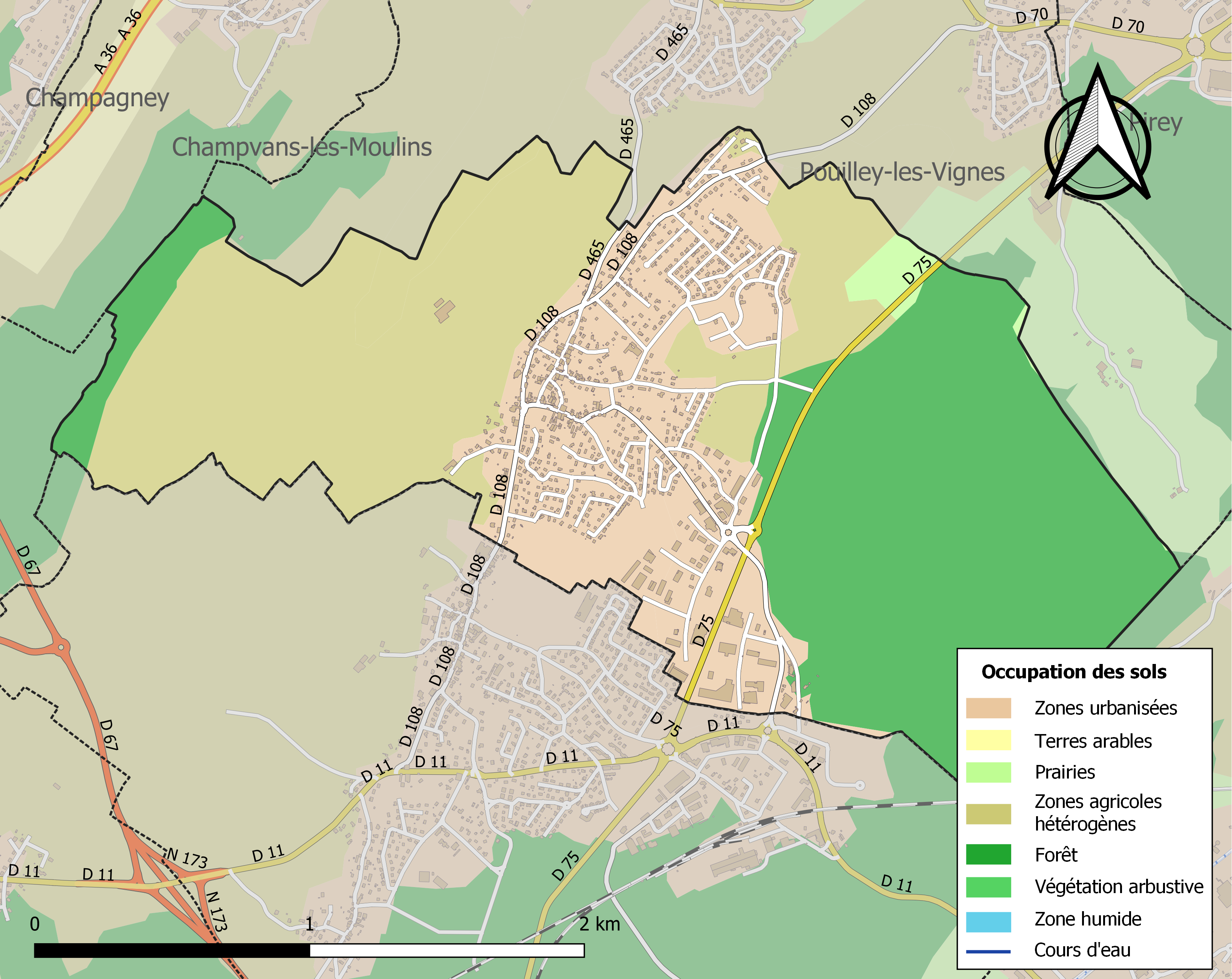
Carte des infrastructures et de l'occupation des sols de la commune en 2018 (CLC).

## Toponymie
Serre dérive du latin sierra : colline/sommet. Le centre-bourg occupe effectivement le sommet d'une colline.
Serre au XIIIe siècle ; Sarres en 1435 ; Serre le Sapin ou Serre lès Franois en 1679, 1783, 1809 ; la dénomination de Serre les Sapins l'emporte progressivement au cours du XIXe siècle et est adoptée officiellement en décembre 1961.

## Histoire
La découverte de tuiles gallo-romaines témoigne de l’existence ancienne de la commune mais son nom n’est mentionné dans les écrits qu’à partir du XIIIe siècle.
Au centre du village, entourée de maisons dont certaines datent du XVIIIe siècle, se trouve la place du Sergent et sa fontaine éponyme.
Un sondage  effectué en 1895 à 750 m à l'ouest du bourg a confirmé la présence d'un gîte salifère à partir de 288 m de profondeur. Deux concessions d'exploitation de sel gemme, situées partiellement sur la commune, ont été accordées en 1889 (saline de Pouilley) et 1898 (saline de Serre-les-Sapins). Le petit étang dit "la Saline" a été creusé à cette occasion près de l'un des forages d'extraction de la saumure.
À partir de 1890 et pour quelques années seulement, cette saumure était envoyée par saumoduc à la saline de Montferrand-le-Château, puis traitée localement à Pouilley-les-Vignes avant un arrêt d'exploitation vers 1902.

## Politique et administration

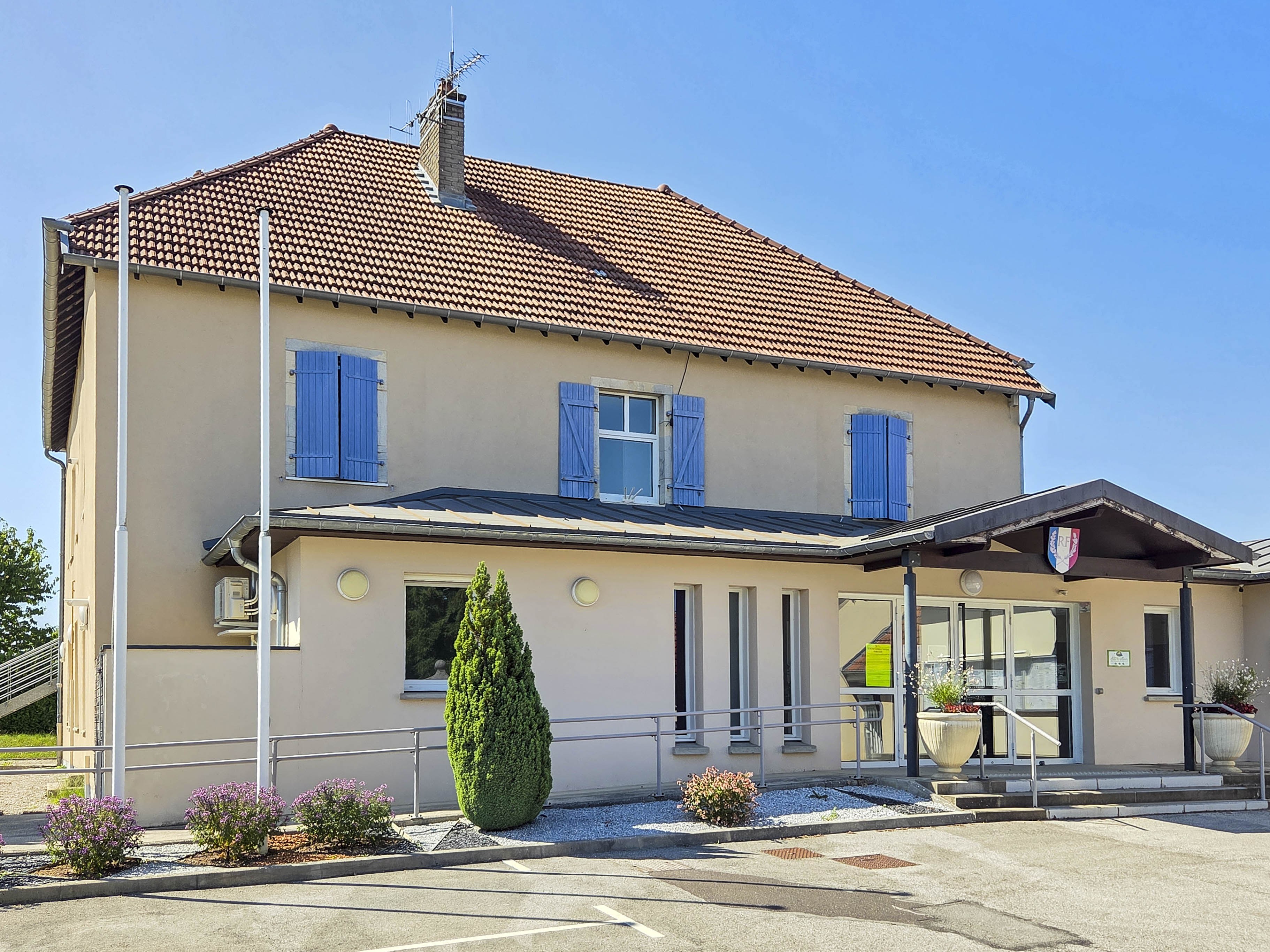
La mairie de Serre-les-Sapins.

Voici la liste des maires successifs de Serre-les-Sapins de 1814 à aujourd'hui.

### Intercommunalités
En plus de Grand Besançon Métropole, la commune est affiliée à 4 syndicats :
- SIVU d'assainissement de Grandfontaine ;
- SIVOM du canton d'Audeux ;
- SIVOM de Franois-Serre-les-Sapins (activités sportives, culturelles et de loisirs, ainsi que la crèche) ;
- SIVOM des eaux du val de l'Ognon.

## Démographie
L'évolution du nombre d'habitants est connue à travers les recensements de la population effectués dans la commune depuis 1793. Pour les communes de moins de 10 000 habitants, une enquête de recensement portant sur toute la population est réalisée tous les cinq ans, les populations de référence des années intermédiaires étant quant à elles estimées par interpolation ou extrapolation. Pour la commune, le premier recensement exhaustif entrant dans le cadre du nouveau dispositif a été réalisé en 2004.

En 2022, la commune comptait 1 921 habitants, en évolution de +21,81 % par rapport à 2016 (Doubs : +1,88 %, France hors Mayotte : +2,11 %).
| 1793 | 1800 | 1806 | 1821 | 1831 | 1836 | 1841 | 1846 | 1851 |
| ---- | ---- | ---- | ---- | ---- | ---- | ---- | ---- | ---- |
| 362  | 356  | 372  | 376  | 371  | 373  | 337  | 330  | 330  |

| 1856 | 1861 | 1866 | 1872 | 1876 | 1881 | 1886 | 1891 | 1896 |
| ---- | ---- | ---- | ---- | ---- | ---- | ---- | ---- | ---- |
| 301  | 294  | 308  | 295  | 265  | 264  | 275  | 269  | 262  |

| 1901 | 1906 | 1911 | 1921 | 1926 | 1931 | 1936 | 1946 | 1954 |
| ---- | ---- | ---- | ---- | ---- | ---- | ---- | ---- | ---- |
| 267  | 259  | 256  | 233  | 222  | 213  | 234  | 229  | 282  |

| 1962 | 1968 | 1975 | 1982 | 1990  | 1999  | 2004  | 2006  | 2009  |
| ---- | ---- | ---- | ---- | ----- | ----- | ----- | ----- | ----- |
| 291  | 434  | 647  | 894  | 1 251 | 1 354 | 1 527 | 1 563 | 1 550 |

| 2014  | 2019  | 2022  | - | - | - | - | - | - |
| ----- | ----- | ----- | - | - | - | - | - | - |
| 1 539 | 1 764 | 1 921 | - | - | - | - | - | - |

## Lieux et monuments
- L'église  de la Nativité-de-Notre-Dame. Comme la majorité de celles de Franche-Comté, elle est dotée d'un clocher comtois avec son dôme à l'impériale ;
- Le monument dédié aux morts des guerres 1914-1918 et 1939-1945 ;
- La Vierge Sainte-Marie ;
- Le calvaire érigé au centre du village en 1856 ;
- La place du Sergent avec sa fontaine éponyme autrefois recouverte d’un toit et ses maisons datant du XVIIIe siècle ;
- Les deux fontaines du Bief d’Ormes : la fontaine de Pierley et la fontaine de Souvelaine ont été restaurées. Au cours de ces travaux, les abords de l'étang de la Saline ont été aménagés ;
- Le bois de la Menère (des Tilleroyes) où de nombreux sentiers pédestres sont balisés. Sur le territoire de la commune la fontaine de Pierley est également une destination de promenade.

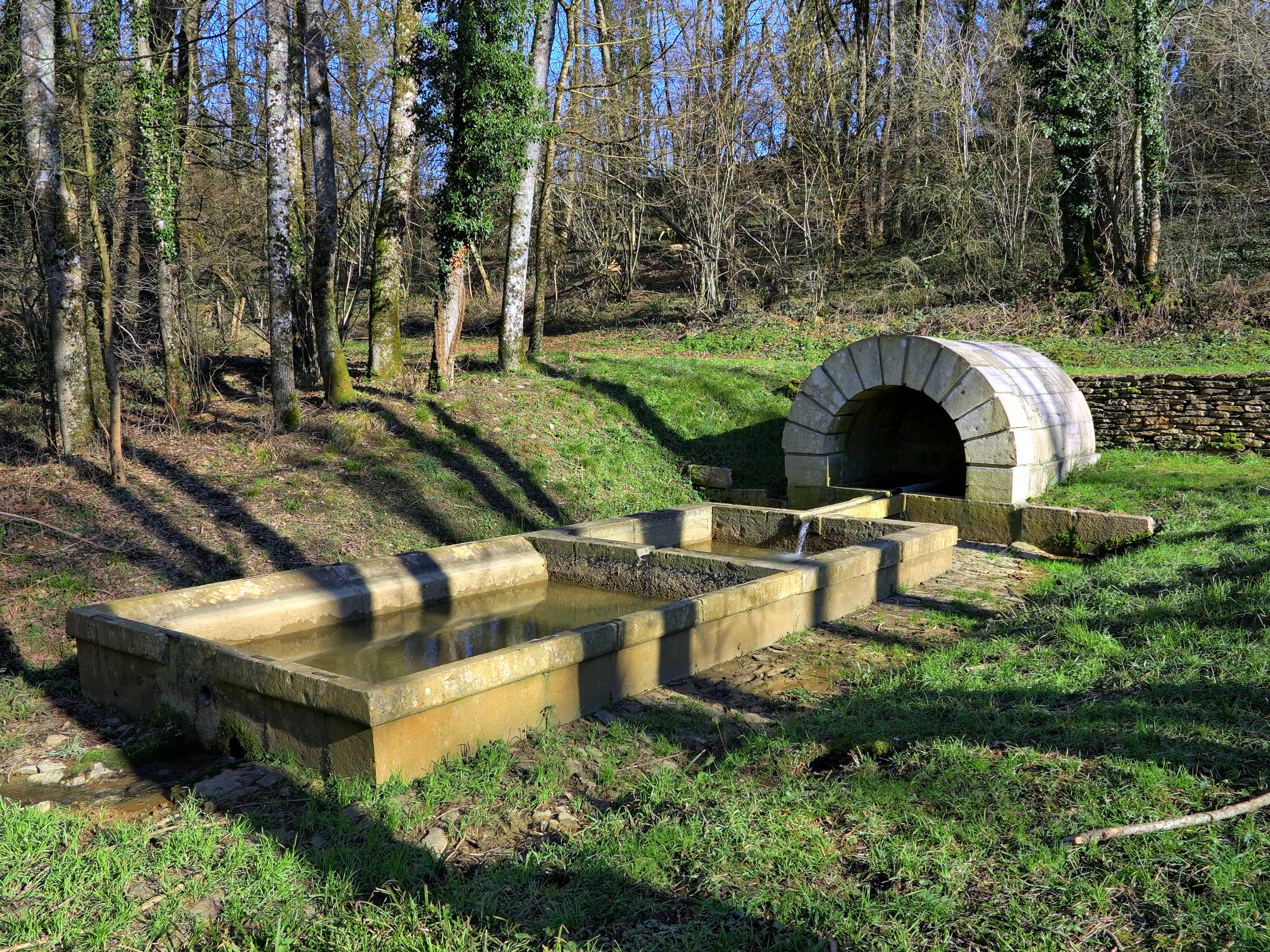
La fontaine de Pierley.
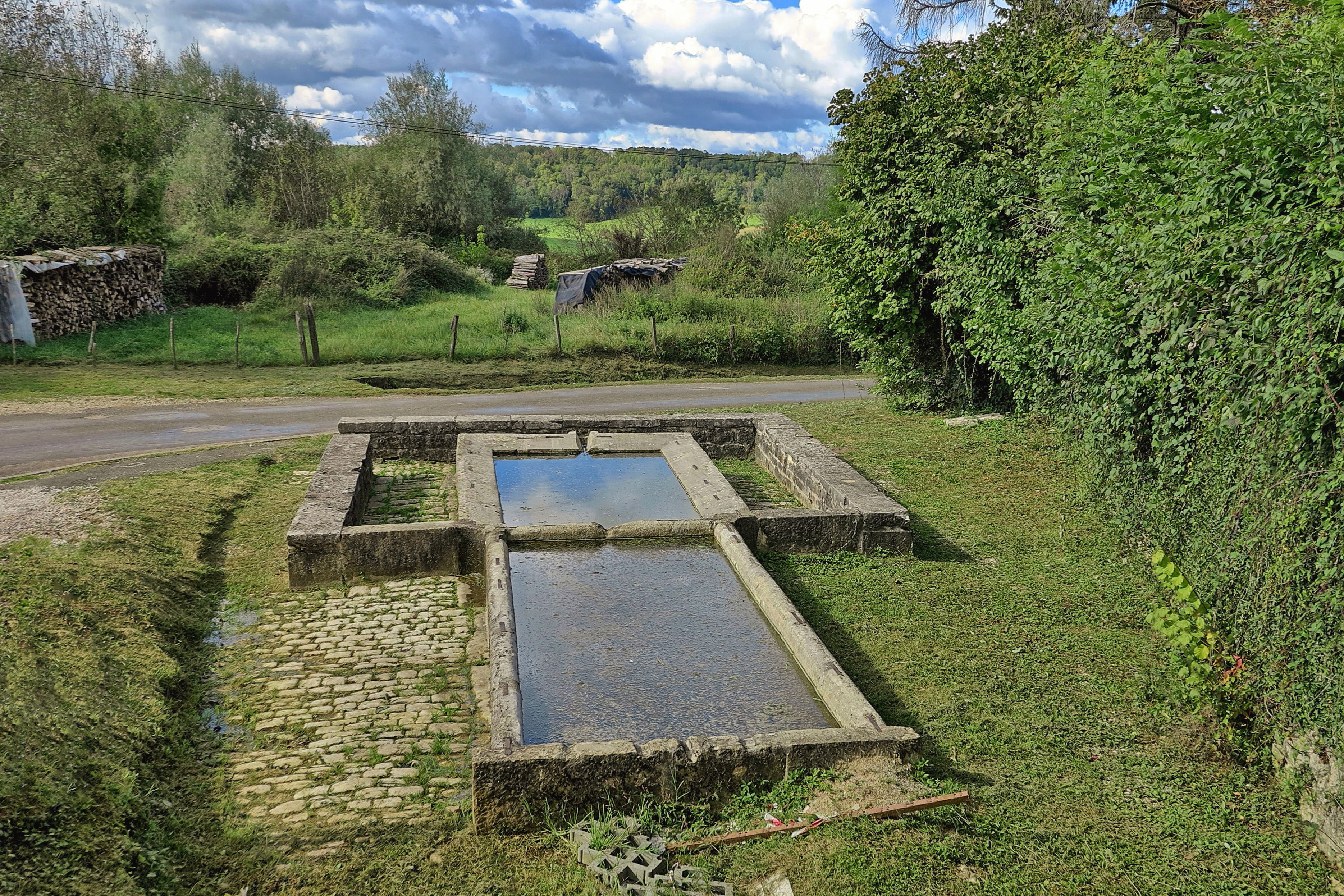
La fontaine de Souvelaine.
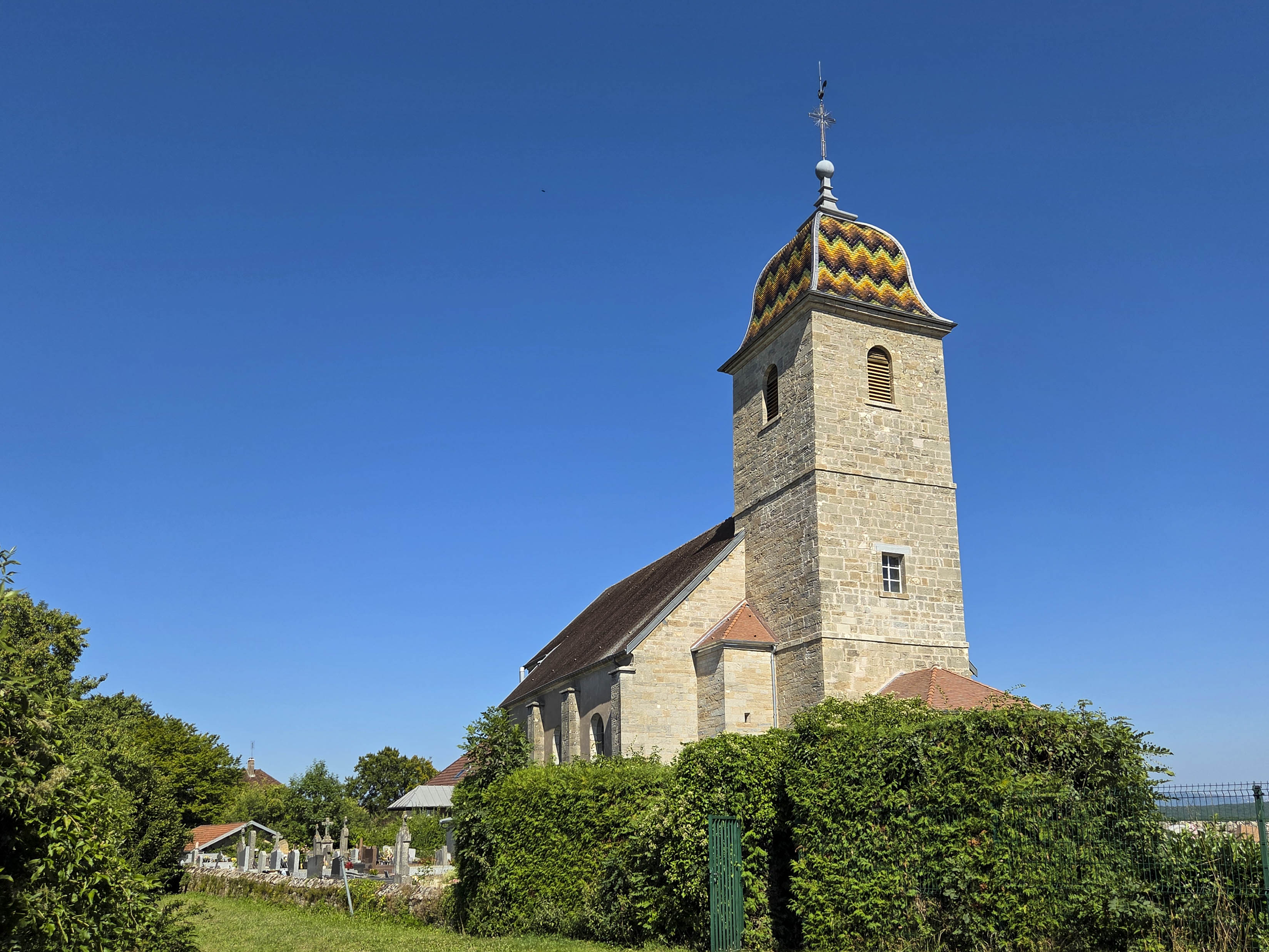
L'église de la Nativité-de-Notre-Dame.
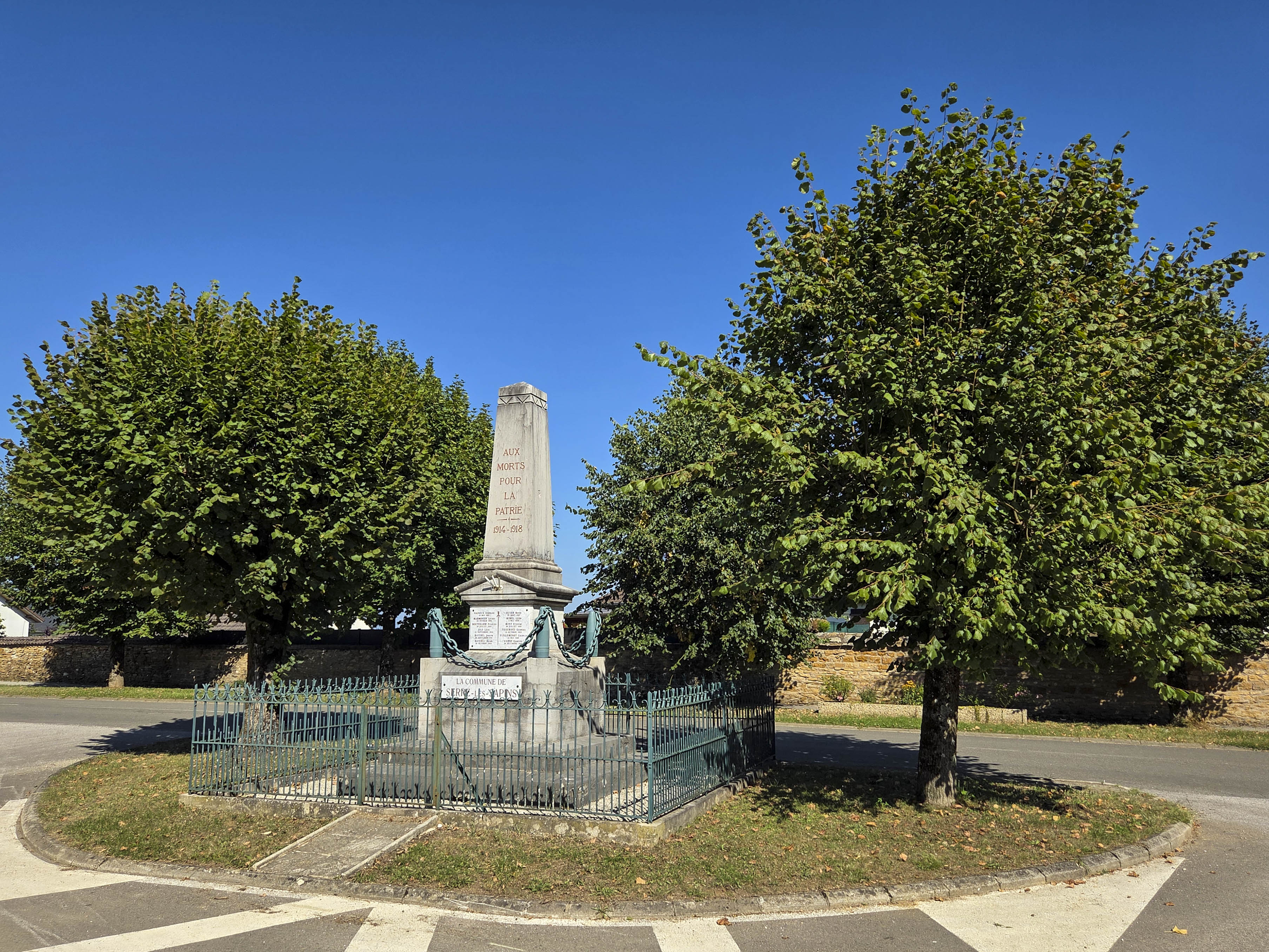
Le monument aux morts.
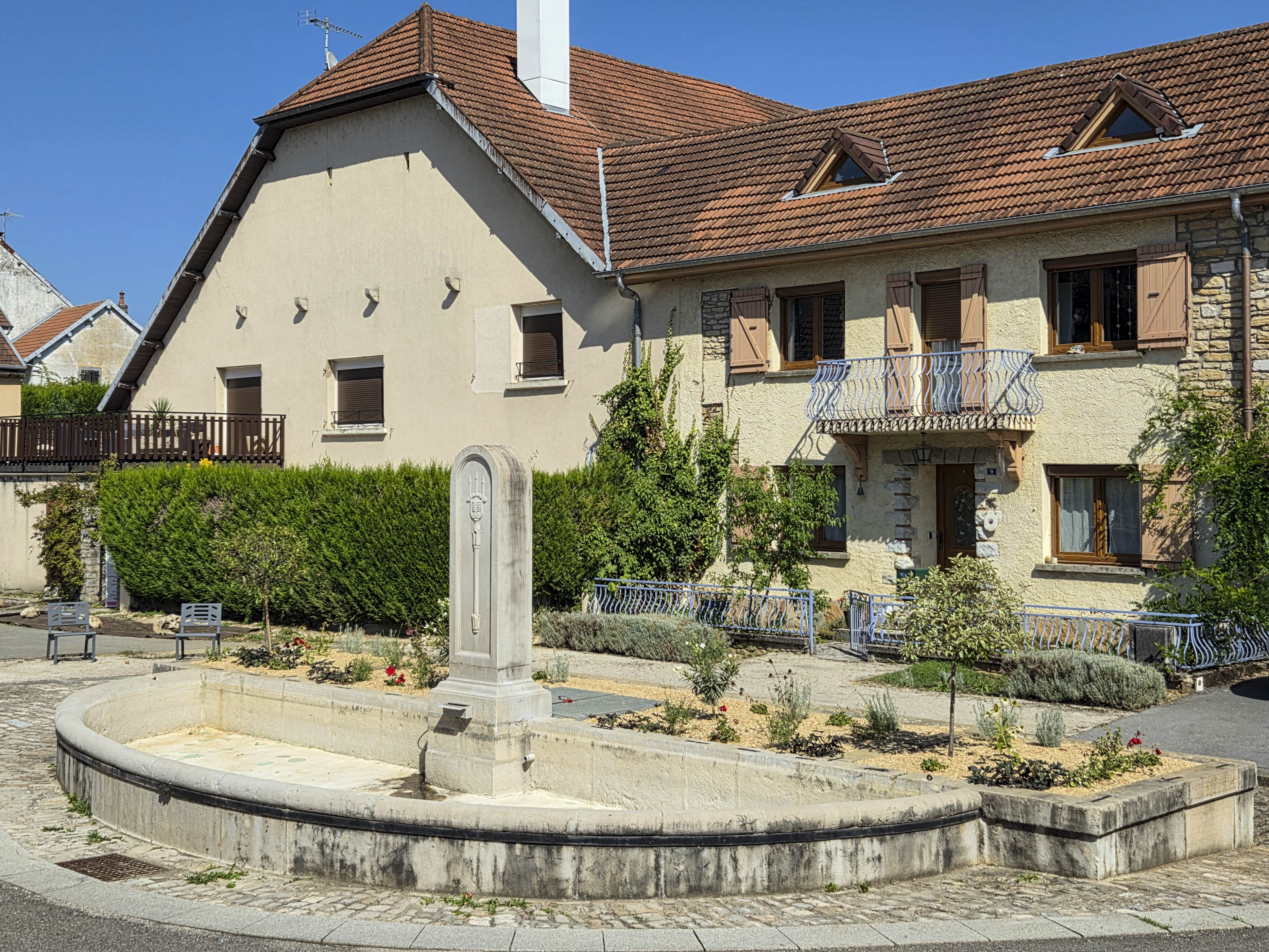
La fontaine du Sergent.

## Personnalités liées à la commune
Le chanoine François-Xavier Talbert (1728-1803) était un homme érudit et plein d'esprit, il fut Seigneur prébendier en 1764. Auteur de plusieurs ouvrages, l'abbé Talbert est surtout reconnu pour avoir remporté devant Jean-Jacques Rousseau, en 1754, le prix de l'Académie de Dijon sur le thème de l'origine de l'inégalité.

## Héraldique
| Blason de Serre-les-Sapins | Blason  | Divisé en chevron : au 1) d'azur semé de billettes d'or; au 2) redivisé en chevron : au 21) d'or à un sapin de sinople fûté de tenné mouvant de la pointe et accosté de deux sapins aussi de sinople, plus petits et sans tronc; au 22) re-redivisé en chevron : au 221) de sinople plain; au 222) de sable à un besant d'or surmonté d'un chevron d'argent mouvant de la partition. |
| Blason de Serre-les-Sapins | Détails | Le statut officiel du blason reste à déterminer. |

## Événements
Fête communale le 8 septembre et fête patronale le 26 juillet.
Tous les ans a lieu la Fête de la Clé, la Clé est une association regroupant les clubs de sports et de danses à Serre les Sapins et Franois. Des démonstrations de Judo, de dance Country et autres ont lieu.